# روبرت یارنی
روبرت یارنی (کرواتی: Robert Jarni؛ زادهٔ ۲۶ اکتبر ۱۹۶۸) یک بازیکن فوتبال بازنشسته اهل کرواسی است
وی در حال حاضر هدایت باشگاه فوتبال پکسی ام.اف.سی در سطح اول فوتبال مجارستان را بر عهده دارد.
از باشگاه‌هایی که در آن بازی کرده‌است می‌توان به یوونتوس، رئال مادرید، لاس پالماس، رئال بتیس، پانایتیناکوس، باری، کاونتری سیتی و تورینو اشاره کرد.
وی همچنین در تیم‌های ملی فوتبال تیم ملی فوتبال یوگسلاوی، تیم ملی فوتبال کرواسی و تیم ملی فوتسال کرواسی بازی کرده‌است.
یارنی در ۳ جام جهانی به میدان رفته است، جام جهانی ۱۹۹۰ با یوگسلاوی و در ۱۹۹۸ و ۲۰۰۲ با کرواسی.
یارنی بعد از بازنشستگی از فوتبال، چند فصل را در فوتسال گذراند و در تیم ملی فوتسال این کشور نیز بازی کرد.